# Тарусский район
Тару́сский райо́н — административно-территориальная единица (район) и муниципальное образование (муниципальный район) в Калужской области России.
Административный центр — город Таруса.

## География
Район расположен на северо-востоке Калужской области. Район граничит с Жуковским, Малоярославецким, Ферзиковским районами Калужской области; на северо-востоке — с Серпуховским муниципальным районом Московской области и городским округом Протвино; на востоке и юго-востоке — с Алексинским и Заокским районами Тульской области. Площадь — 715 км² (самый маленький район области).
Основные реки — Ока, Таруса.

## История
Тарусский район был образован 12 июля 1929 года в составе Серпуховского округа Московской области, в него вошла большая часть территории бывшей Тарусской волости Калужского уезда Калужской губернии. В состав района первоначально вошли город Таруса и сельсоветы Алекинский, Бортниковский, Велемский, Вознесенский, Волковский, Гавриловский, Голодненский, Заворовский, Ильинский, Исаковский, Исканский, Кареевский, Кольцовский, Крестовский, Кузьмищевский, Левшинский, Лопатинский, Льговский, Любовцовский, Парсуковский, Паршинский, Петрищевский, Поздняковский, Потетинский, Похвисневский, Рощинский, Сивцевский, Сурневский, Татьянинский, Трубецкой, Юрятинский, Яблоновский.
4 августа 1934 года были упразднены Алексинский, Велемский и Парсуковский с/с.
26 сентября 1937 года Тарусский район вошёл в состав Тульской области.
5 июля 1944 года район вошёл в состав Калужской области.
1 февраля 1963 года Тарусский район был упразднён, 30 декабря 1966 — восстановлен.

## Население
| 1931    | 1939    | 1959    | 1970    | 1979    | 1989    | 2002    | 2009    |
| ------- | ------- | ------- | ------- | ------- | ------- | ------- | ------- |
| 27 893  | ↘20 299 | ↘16 013 | ↘14 024 | ↘13 207 | ↗14 848 | ↗15 680 | ↘14 998 |
| 2010    | 2011    | 2012    | 2013    | 2014    | 2015    | 2016    | 2017    |
| ↗15 255 | ↘15 222 | ↗15 338 | ↗15 373 | ↘15 174 | ↘15 132 | ↘15 062 | ↗15 175 |
| 2018    | 2019    | 2020    | 2021    |         |         |         |         |
| ↘15 000 | ↗15 117 | ↗15 355 | ↗16 603 |         |         |         |         |

### Урбанизация
Городское население (город Таруса) составляет 58.97 %.

### Национальный состав
По итогам переписи населения 2020 года проживали следующие национальности (национальности менее 0,1 % и другое, см. в сноске к строке «Другие»):
| Национальность | Численность, чел. | Доля     |
| -------------- | ----------------- | -------- |
| Русские        | 14 975            | 90,19 %  |
| Таджики        | 207               | 1,25 %   |
| Армяне         | 187               | 1,13 %   |
| Украинцы       | 136               | 0,82 %   |
| Молдаване      | 74                | 0,45 %   |
| Татары         | 64                | 0,39 %   |
| Азербайджанцы  | 48                | 0,29 %   |
| Узбеки         | 48                | 0,29 %   |
| Немцы          | 25                | 0,15 %   |
| Чеченцы        | 23                | 0,14 %   |
| Гагаузы        | 21                | 0,13 %   |
| Грузины        | 20                | 0,12 %   |
| Белорусы       | 20                | 0,12 %   |
| Другие         | 755               | 4,53 %   |
| Итого          | 16 603            | 100,00 % |

## Административное деление
Тарусский район как административно-территориальная единица включает 11 административно-территориальных единиц: 1 город, 8 сёл и 2 деревни, как муниципальное образование со статусом муниципального района — 11 муниципальных образований, в том числе 1 городское и 10 сельских поселений. 
| №        | Муниципальное образование | Административный центр | Количество населённых пунктов | Население (чел.) | Площадь (км²) |
| -------- | ------------------------- | ---------------------- | ----------------------------- | ---------------- | ------------- |
| 1e-06    | Городские поселения:      |                        |                               |                  |               |
| 1        | Город Таруса              | город Таруса           | 1                             | ↘9791            |               |
| 1.000002 | Сельские поселения:       |                        |                               |                  |               |
| 2        | Деревня Алекино           | деревня Алекино        | 14                            | ↘455             |               |
| 3        | Деревня Похвиснево        | деревня Похвиснево     | 7                             | ↗499             |               |
| 4        | Село Барятино             | село Барятино          | 9                             | ↘509             |               |
| 5        | Село Вознесенье           | село Вознесенье        | 12                            | ↗566             |               |
| 6        | Село Волковское           | село Волковское        | 6                             | ↗965             |               |
| 7        | Село Кузьмищево           | село Кузьмищево        | 7                             | ↗1391            |               |
| 8        | Село Лопатино             | село Лопатино          | 15                            | ↗1339            |               |
| 9        | Село Некрасово            | село Некрасово         | 8                             | ↗427             |               |
| 10       | Село Петрищево            | село Петрищево         | 9                             | ↘336             |               |
| 11       | Село Роща                 | село Роща              | 7                             | ↘198             |               |

## Населённые пункты
В Тарусском районе 96 населённых пунктов.
| №  | Населённый пункт      | Тип     | Население | Муниципальное образование |
| -- | --------------------- | ------- | --------- | ------------------------- |
| 1  | Аксинино              | деревня |           | Село Лопатино             |
| 2  | Алекино               | деревня | ↘309      | Деревня Алекино           |
| 3  | Андреево              | деревня | ↘21       | Село Барятино             |
| 4  | Андреевское           | деревня | ↘1        | Село Некрасово            |
| 5  | Антоновка             | деревня | ↘0        | Село Петрищево            |
| 6  | Арпыли                | деревня | ↘0        | Деревня Алекино           |
| 7  | Асоя                  | деревня | ↘20       | Село Вознесенье           |
| 8  | Барятино              | село    | ↘399      | Село Барятино             |
| 9  | Безобразово           | деревня | ↘9        | Село Некрасово            |
| 10 | Беликово              | деревня | ↗1        | Село Роща                 |
| 11 | Больсуново            | деревня | ↗86       | Село Кузьмищево           |
| 12 | Бояково               | деревня | ↘21       | Село Кузьмищево           |
| 13 | Варваренки            | деревня | ↘2        | Село Вознесенье           |
| 14 | Велема                | деревня | →1        | Село Роща                 |
| 15 | Вознесенье            | село    | ↘441      | Село Вознесенье           |
| 16 | Волковское            | село    | ↗552      | Село Волковское           |
| 17 | Вятское               | село    | ↘5        | Село Лопатино             |
| 18 | Гавриловка            | деревня | ↘0        | Село Барятино             |
| 19 | Глинище               | деревня | ↘0        | Деревня Алекино           |
| 20 | Головино              | деревня | ↘3        | Село Петрищево            |
| 21 | Гурьево               | деревня | ↘3        | Село Барятино             |
| 22 | Гурьево               | деревня | ↘58       | Село Волковское           |
| 23 | Екатериновка          | деревня | ↘0        | Деревня Алекино           |
| 24 | Елизаветино           | деревня | ↘0        | Село Петрищево            |
| 25 | Залужье               | деревня | ↘12       | Село Лопатино             |
| 26 | Заскочино             | деревня | →0        | Село Лопатино             |
| 27 | Игнатовское           | деревня | ↘401      | Село Кузьмищево           |
| 28 | Ильенки               | деревня | ↗2        | Деревня Алекино           |
| 29 | Ильинское             | деревня | ↗37       | Деревня Похвиснево        |
| 30 | Исаково               | деревня | ↘0        | Село Вознесенье           |
| 31 | Исаково               | деревня | ↘10       | Село Лопатино             |
| 32 | Исканское             | деревня | ↘12       | Село Некрасово            |
| 33 | Истомино              | село    | ↗54       | Деревня Похвиснево        |
| 34 | Ишутино               | деревня | ↘0        | Село Барятино             |
| 35 | Кареево               | деревня | ↘8        | Село Барятино             |
| 36 | Коломнино             | деревня | ↘1        | Село Вознесенье           |
| 37 | Кольцово              | деревня | ↘14       | Село Лопатино             |
| 38 | Коханово              | деревня | ↘0        | Село Вознесенье           |
| 39 | Кочуково              | деревня | ↘2        | Село Роща                 |
| 40 | Кресты                | деревня | ↘22       | Село Лопатино             |
| 41 | Крюково               | деревня | ↘1        | Деревня Алекино           |
| 42 | Кузьмищево            | село    | ↗390      | Село Кузьмищево           |
| 43 | Кулешово              | деревня | ↗6        | Село Лопатино             |
| 44 | Лаговщина             | деревня | →1        | Село Барятино             |
| 45 | Лаговщина             | деревня | ↗1        | Село Некрасово            |
| 46 | Ладыжино              | деревня | ↗44       | Деревня Алекино           |
| 47 | Латынино              | деревня | →4        | Село Барятино             |
| 48 | Левшино               | деревня | ↘12       | Село Вознесенье           |
| 49 | Лопатино              | село    | ↘815      | Село Лопатино             |
| 50 | Лысая Гора            | село    | ↗19       | Село Лопатино             |
| 51 | Лыткино               | деревня | ↗12       | Деревня Похвиснево        |
| 52 | Льгово                | деревня | →0        | Село Некрасово            |
| 53 | Любовцово             | деревня | ↘12       | Село Кузьмищево           |
| 54 | Мансурово             | деревня | ↗4        | Деревня Алекино           |
| 55 | Марфино               | деревня | ↘1        | Деревня Алекино           |
| 56 | Муковня               | деревня | ↗39       | Село Петрищево            |
| 57 | Некрасово             | село    | ↗283      | Село Некрасово            |
| 58 | Никитино              | деревня | →4        | Село Роща                 |
| 59 | Никольское            | деревня | ↗7        | Село Петрищево            |
| 60 | Парсуково             | деревня | ↘32       | Село Вознесенье           |
| 61 | Парсуковского Карьера | деревня | ↘2        | Село Вознесенье           |
| 62 | Паршино               | деревня | ↘14       | Деревня Алекино           |
| 63 | Петрищево             | село    | ↘219      | Село Петрищево            |
| 64 | Петрищевский          | посёлок | →80       | Село Петрищево            |
| 65 | Пименово              | деревня | ↘2        | Село Барятино             |
| 66 | Подборки              | деревня | ↘7        | Деревня Похвиснево        |
| 67 | Поздняково            | деревня | ↘8        | Село Роща                 |
| 68 | Потетино              | деревня | ↘2        | Деревня Алекино           |
| 69 | Потетино              | деревня | ↗1        | Село Волковское           |
| 70 | Похвиснево            | деревня | ↘217      | Деревня Похвиснево        |
| 71 | Почуево               | деревня | ↘3        | Деревня Алекино           |
| 72 | Романовка             | деревня | ↗11       | Деревня Похвиснево        |
| 73 | Роща                  | село    | ↘212      | Село Роща                 |
| 74 | Салтыково             | деревня | ↗28       | Село Волковское           |
| 75 | Селиверстово          | деревня | ↘16       | Село Некрасово            |
| 76 | Сивцево               | деревня | ↘26       | Село Петрищево            |
| 77 | Слободка              | деревня | ↘17       | Деревня Похвиснево        |
| 78 | Строитель             | деревня | ↗237      | Село Кузьмищево           |
| 79 | Сурнево               | деревня | ↘4        | Село Лопатино             |
| 80 | Сутормино             | деревня | ↗29       | Село Кузьмищево           |
| 81 | Таруса                | город   | ↘9791     | Город Таруса              |
| 82 | Татьянинское          | деревня | ↘2        | Село Лопатино             |
| 83 | Толмачево             | деревня | ↘11       | Село Лопатино             |
| 84 | Трубецкое             | село    | ↘20       | Деревня Алекино           |
| 85 | Уваловка              | деревня | ↗15       | Село Петрищево            |
| 86 | Угличи                | деревня | ↘3        | Село Некрасово            |
| 87 | Хлопово               | деревня | ↗72       | Село Лопатино             |
| 88 | Хомяково              | деревня | →4        | Село Лопатино             |
| 89 | Хрущево               | деревня | ↘49       | Село Волковское           |
| 90 | Шарапово              | деревня | ↘0        | Село Вознесенье           |
| 91 | Шахово                | деревня | ↘3        | Село Роща                 |
| 92 | Ширяево               | деревня | →10       | Село Вознесенье           |
| 93 | Шишкино               | деревня | ↘13       | Деревня Алекино           |
| 94 | Юрятино               | деревня | ↘45       | Село Волковское           |
| 95 | Яблоново              | деревня | ↗8        | Село Вознесенье           |
| 96 | Ям                    | деревня | ↗11       | Село Лопатино             |

## Образование
Управление муниципальной системой образования осуществляет отдел образования администрации МР "Тарусский район".
Полномочия отдела образования распространяются на:
- Дошкольные учреждения (пять детских садов, две дошкольные группы при общеобразовательных учреждениях, одна семейная группа и группа кратковременного пребывания)
- Одна начальная школа — МБОУ ВНОШ с.Волковское
- Одна основная школа — МБОУ НООШ с. Некрасово
- Пять средних школ:

МБОУ ТСОШ им. М.Г.Ефремова г. Таруса,
МБОУ ЛСОШ с.Лопатино,
МБОУ ВСОШ с.Вознесенье,
МБОУ БСОШ с. Барятино (с 2013 г. — понижение статуса до основной по причине непрохождения государственной аккредитации)
МБОУ "СОШ №2" г. Таруса (в перспективе начальная школа — детский сад)
Региональные учебные заведения:
Профессиональный (средне-специальный) лицей № 34 (в перспективе многопрофильный техникум)

## Транспорт
Через район проходит шоссе, связывающее районный центр с Калугой и Серпуховом.

## Культура
С 2017 года на территории района, на берегу Оки недалеко от деревни Волковское, проходит ежегодный международный музыкальный интерактивный фестиваль «Folk Summer Fest», начало которому было положено в 2013 году в Гусь-Хрустальном Владимирской области. Фестиваль собирает любителей фолк-музыки и национальных традиций прошлых лет.

## Достопримечательности
- Музей Цветаевых в Тарусе.
- Художественный музей в Тарусе
- Список дворянских усадеб Тарусского уезда